# Javier David Muñoz Mustafá
Javier Muñoz Mustafá (Firmat, província de Santa Fe, 11 de juny de 1980) és un exfutbolista argentí, que ocupava la posició de defensa. També té la nacionalitat mexicana. Té la dubtosa distinció de ser l'únic jugador que ha rebut dues targetes vermelles en la mateixa edició de la Superlliga nord-americana.

## Carrera
Va començar a destacar al Rosario Central del seu país, d'on va donar el salt a la competició espanyola. Posteriorment, també va jugar a l'Independiente argentí i a diversos clubs mexicans.
El 2007, jugant amb l'Atlante, va guanyar el Trofeu Apertura, així com individualment el títol de millor defensa central.
Després de jugar als clubs de la Primera Divisió mexicana Santos Laguna, CF Atlante i CF Pachuca, Muñoz Mustafá va signar amb el Club León com a part dels seus esforços per reforçar la seva plantilla per al torneig Apertura 2012 el juny de 2012.

## Palmarès

### Club
CF Atlante
- Apertura 2007

### Individual
- Apertura 2007 - Millor defensa central